# Vaucelles
Vaucelles è un comune francese situato nel dipartimento del Calvados nella regione della Normandia.

## Geografia
Vaucelles è situata a 3 km ad est di Bayeux, cittadina della quale costituisce un'appendice. Il territorio comunale è attraversato dal fiume Drôme.

## Monumenti e luoghi d'interesse
- Chiesa dei Santi Ciro e Giulietta, costruita tra il XIII ed il XIV secolo.

## Società

### Evoluzione demografica
Abitanti censiti

## Infrastrutture e trasporti
Vaucelles è attraversata dalla Route nationale 13.

## Amministrazione
- Plymstock, dal 1986